# هورست غونتر
هورست غونتر (بالإنجليزية: Horst Günther)‏ هو عسكري أمريكي، ولد في 23 سبتمبر 1920 في ماغديبورغ في ألمانيا، وتوفي في 6 أبريل 1944.